# Ванханен, Матти
Ма́тти Та́нели Ва́нханен (фин. Matti Taneli Vanhanen; род. 4 ноября 1955, Йювяскюля, Финляндия) — финский политический и государственный деятель. Член партии «Финляндский центр». Председатель парламента Финляндии с 1 февраля 2022 по 4 апреля 2023 года, занимал должность ранее в 2019—2020 годах, депутат парламента Финляндии. Заместитель премьер-министра (2020), министр финансов (2020—2021), премьер-министр Финляндии (2003—2010) и председатель партии «Финляндский центр» (2003—2010). Кандидат в президенты Финляндии на выборах 2018 года.

## Биография

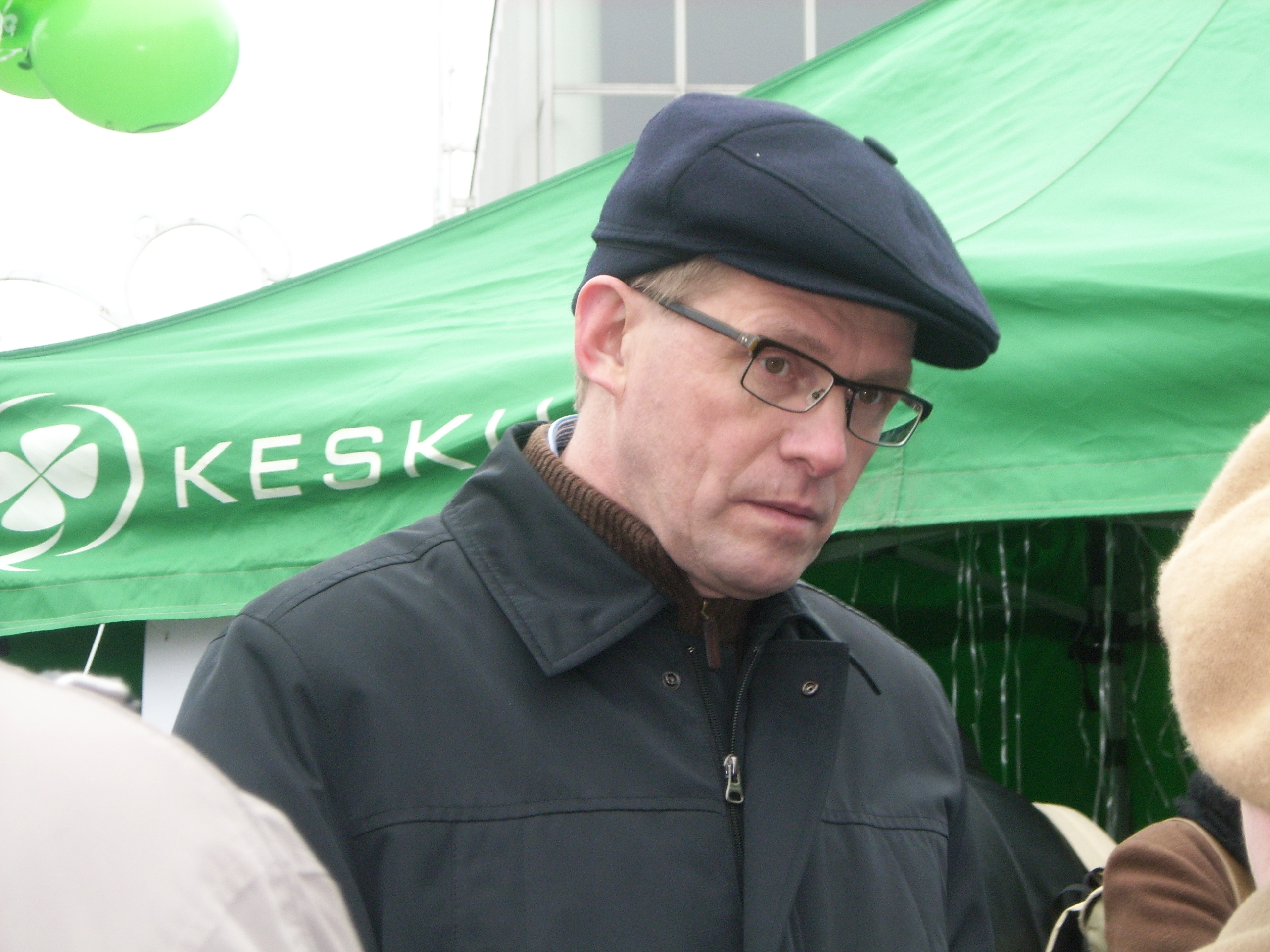
Матти Ванханен (18 марта 2007)

Сын Тату Ванханена. В 1976 году 21-летний Матти Ванханен вступил в партию «Финляндский центр». В 1980—1983 годы работал председателем молодёжного отделения партии. С 1981 по 1984 год был депутатом совета кунты (муниципалитета) Эспоо.
До прихода в парламент в 1991 году Ванханен работал в Вантаа в местной газете «Кехясаномат» журналистом в 1985—1988 годы и главным редактором в 1988—1991 годах. В 1991 году он был избран в Эдускунту. С 1991 по 1995 год Ванханен являлся заместителем председателя комиссии парламента по экологии.
В 2003 году был министром обороны в правительстве Аннели Яаттеенмяки. В этом же году он возглавил партию «Финляндский центр» и 24 июня 2003 года стал премьер-министром. Ванханен возглавлял два правительства: перввый кабинет министров действовал с 24.06.2003 по 19.04.2007, второй кабинет министров — с 19.04.2007 по 21.06.2010. Возглавляемые им правительства стали соответственно 69-м и 70-м по счёту кабинетами министров в истории страны.
В 2006 году Ванханен участвовал в первом туре президентских выборов. Набрав 18,6 % голосов и занял третье место.
12 июня 2010 года на партийном съезде он объявил о сложении с себя полномочия премьера и лидера партии «Финляндский центр», объяснив это решение состоянием здоровья. На упомянутых постах с 22 июня 2010 года его сменила Мари Кивиниеми.
17 марта 2016 года объявил о своём намерении баллотироваться на пост президента Финляндии на предстоящих в 2018 году президентских выборах. 12 июня 2016 года он был выдвинут в президенты страны от Финляндского центра (партия стала первой, официально выдвинувшей своего кандидата для участия в президентских выборах 2018 года). Ванханен заявил, что «хотел бы дать народу возможность проводить многосторонние дискуссии по вопросам внешней политики и политики безопасности». Занял на выборах 5-е место, набрав 4,1 % голосов.
7 июня 2019 года избран новым спикером парламента Финляндии как представитель второй по величине партии, которая входит в правительство; он сменил на этом посту Антти Ринне, назначенного премьер-министром.
9 июня 2020 года занял должности заместителя премьер-министра и министра финансов в кабинете Марин, где сменил председательницу партии «Центр» Катри Кулмуни, ушедшую в отставку 5 июня. 27 мая 2021 года при запланированной смене министра финансов внутри «Центра» снял с себя полномочия министра и стал рядовым депутатом.
1 февраля 2022 года вновь избран спикером парламента после отставки Ану Вехвиляйнен, получил 157 голосов.

## Личная жизнь
Вышедшая в 2010 году книга Сусан Руусунен «Невеста премьер-министра» раскрывала подробности интимного характера между Руусунен и Ванханеном, в связи с чем Верховный суд приговорил автора, а также издателя книги Кари Ояла к штрафу за «распространение информации, нарушающей тайну личной жизни». В 2012 году Руусунен и Ояла опротестовали данное решение в ЕСПЧ.
Бывшая жена — Мерья Мянтюниеми (фин. Merja Mäntyniemi; род. 1961), стюардесса, в браке с 1985 года. В 2006 году пара развелась. У пары две дочери: Аннастийна (Annastiina; род. 1991) и Юхана (Juhana; род. 1994).

## Награды
- Кавалер Большого креста ордена «За заслуги пред Итальянской Республикой» (Италия, 5 сентября 2008 года)[13].